# 235 (số)
235 (hai trăm ba mươi lăm) là một số tự nhiên ngay sau 234 và ngay trước 236.